# فيديريكو موليناري
فيديريكو موليناري (بالإسبانية: Federico Molinari)‏ هو لاعب كرة قدم أرجنتيني في مركز الدفاع، ولد في 16 يوليو 1979 في لابلاتا في الأرجنتين. لعب مع جيمناسيا لابلاتا ووسترن ماس بيونيرز.